# 24 Ore di Le Mans 1949
La 24 Ore di Le Mans 1949 è stato la 17ª edizione della gara francese e si è disputata il 25 e 26 giugno 1949.
Essa fu la prima edizione della gara dopo la fine della Seconda Guerra Mondiale che costrinse allo stop dopo l'edizione del 1939.
La gara fu vinta da Luigi Chinetti che diede alla Ferrari il primo successo a Le Mans. Chinetti guidò per 23 ore e mezza lasciando solo per mezzora la vettura al suo compagno di squadra e proprietario della vettura Peter Mitchell-Thomson, Lord Seldsdon.
La gara vide la morte del pilota francese Pierre Marechal che ebbe un incidente nella parte finale dalla gara al volante della sua Aston Martin DB2 alla curva di Arnage.

## Contesto
Dopo i bombardamenti e il degrado dovuto alla seconda guerra mondiale, il circuito venne ristrutturato con lavori completati solo nel febbraio 1949. Grazie all'aiuto del governo nazionale, vennero riasfaltati tutti i tratti di strada pubblica, ricostruiti nuovi box e nuove strutture di accoglienza. Alcuni terreni all'interno e all'esterno del circuito erano però ancora interdetti, dovendo essere bonificati da mine ed ordigni bellici.
Venne emanato un regolamento che seguiva le direttive della Commissione Sportiva Internazionale e che prevedeva elaborazioni di vetture prodotte in serie. Vennero ammessi però anche dei prototipi a condizione che venissero approvate dagli enti automobilistici dei vari paesi e vi fosse l'impegno del costruttore a costruirne almeno 3 esemplari. Da segnalare che molte vetture erano in realtà delle monoposto trasformate in biposto e dotate di proiettori, fanali e parafanghi posticci. Erano ammessi sia i motori due tempi che quattro tempi, a benzina o diesel, ad alimentazione atmosferica o sovralimentati (con valore della cilindrata raddoppiato agli effetti della classe di appartenenza).
Anche se negli annali rimarrà la vittoria della vettura che compirà il maggior percorso (con obbligo completare l'ultimo giro dopo lo scadere delle 24 ore), in realtà due erano i trofei in palio.
Il primo il cosiddetto “Indice di Performance”: esso era calcolato come differenza tra la distanza percorsa e un target stabilito dagli organizzatori. Tutti i partecipanti capaci di raggiungere il target saranno invitati alla edizione successiva per conquistare la “Rugde Whitworth Biennal Cup”. Anche qui il successo arrideva all'equipaggio che nei due anni avesse migliorato più possibile il target degli organizzatori.
Per essere classificati era necessario transitare sotto la bandiera a Scacchi dopo aver completato l'ultimo giro nel tempo massimo di trenta minuti. Era inoltre previsto di eliminare dopo 12 ore le vetture troppo lente, considerando come tali quelle che non avessero compiuto almeno il 40% del target previsto per le 24 ore totali.
Venne ammesso, stante la povertà del combustibile disponibile commercialmente e fornito dagli organizzatori (solo 68 ottani), la possibilità di aggiungere una percentuali del 25% di etanolo e del 15% di Benzolo.
Alla partenza era previsto che le vetture con cilindrata maggiore si schierassero in posizione avanzata.

## Partecipanti
La Ferrari, casa appena nata, era rappresentata da alcuni equipaggi “privati”, ma appoggiati dalla casa madre. La più accreditata era la vettura di proprietà di Peter-Michell Thomson, noto come “Lord Seldson”. Essa era la stessa vettura ex-ufficiale, modello ”166” che aveva vinto con Clemente Biondetti la mille miglia. Essa era dotato di un motore V12 di 1985cc e 140 bhp a 5600 giri/minuto e di un cambio a cinque marce.
La seconda Ferrari 166 era anch'essa una vettura ex ufficiale: dopo essere stata usata da Piero Taruffi nella Mille miglia, era stata venduta a Pierre-Louis Dreyfus che si schierò in coppia con Jean Lucas che però danneggiò la vettura nelle prove di venerdì. La vettura dopo essere stata in testa nel pomeriggio del sabato fu danneggiata da Dreyfuss in una uscita di strada. Riparata sarà la vettura con cui Chinetti e Lucas vinceranno la 24 ore di Spa solo una settimana dopo.
La Delahaye schiera varie vetture tra le “135” d'anteguerra e la più recente 175S, introdotta nel 1947.  Le due vetture più competitive sono schierate da Charles Pozzi. Dotate di un nuovo motore aspirato da 4500cc, erano delle monoposto convertite con secondo sedile e parafanghi. Velocissime comanderanno la gara per le prime cinque ore, prima con l'equipaggio Chaboud-Pozzi, poi con Simon-Flauat, ma entrambe non completeranno la gara.
Erano presenti anche 5 vetture d'anteguerra le 135CS e 135MS, versioni a ruote coperte della monoposto (dotata di motore 3600cc) vincitrici di alcuni gran premi d'anteguerra.  Una di queste conquisterà il quinto posto assoluto e la vittoria di classe, “salvando” così la spedizione della casa francese.
Al via si schierarono quattro Delage D6S. Il marchio francese era stato assorbito dalla Delahaye, e le vetture erano basate sul progetto dell'ultima vettura monoposto ufficiale della casa, la D6-75 e dotate di un motore 3 litri da 145 cv. La migliore di questi sarà la vettura di Henry Loveau e Juan Jover.
Varie furono al via le Talbot-Lago. Tra queste la monoposto modificata “T26S” dell' “Ecurie France”, quindi la derivata dalla stradale “SS” dell'”Ecurie Verte” e la vecchia T1150 dell'"Ecurie Rosier".
Apparve anche l'Aston Martin, da poco rilevata insieme alla Lagonda da David Brown. Schierò tre prototipi della Aston Martin DB2, uno con motore 2,6 litri e due 2000. Ad esse si aggiunsero tre vetture d'anteguerra schierate da Privati.
Una Frazer Nash venne schierata con alla guida Norman Culpan e Harold Aldington, quest'ultimo titolare della piccola casa inglese. Il motore sei cilindri in linea da due litri era prodotto dalla Bristol. In realtà si trattava di un motore di progetto BMW, che la famiglia Aldington (importatore britannico della casa tedesca dal 1934) aveva rilevato nel quadro delle riparazioni di guerra. La vettura molto performante terminerà al terzo posto.
Nella classe sino a 1500cc la lotta fu tra l'esordiente la DB e la britannica HRG.
La DB era una casa casa fondata come EPAF nell'anteguerra da Charles Deutsch e Renè Bonnet. Le vetture erano dotate di motori Citroën di 1490cc. I titolari della casa scesero personalmente in pista e si ritirarono quando erano al nono posto, prima di classe dopo aver addirittura raggiunto la sesta, lasciando la vittoria di classe alla britannica HRG.
La piccola casa francese Monopole si schierò nella categoria sino a 1100cc con vetture dotate di motore elaborato sulla base della "Simca Huit", versione francese della "Fiat 508C".
Altre vetture dotate di motore SIMCA, furono presentate sia dalla casa madre, sia dalla Gordini.
Interessante fu l'esperimento della Delettrez: per la prima volta una vettura Diesel veniva schierata a Le Mans. I due fratelli Delettrez, figli di un distributore Unic (marchio che dopo aver prodotto anche autovetture, nel dopoguerra si concentro sulla produzione di veicoli industriali), realizzarono una vettura con un telaio di derivazione appunto Unic con la carrozzeria di una Delage d'anteguerra e un motore 4,4 litri diesel di produzione GMC, di rogine militare. Si trattava infatti di un residuato bellico.
Esordì anche la Healey, appena fondata e non ancora nell'orbita della Austin Motor Company. L'elegante vettura sportiva, dotata di motore Riley 2.4 litri e carrozzeria realizzata dalla Sam Scott & Sons. Una vettura che già si era distinta con varie vittorie di classe in gare come la Targa Florio 1948.
Alla gara parteciparono con ottimi risultati anche le "Aero Minor" di produzione cecoslovacca. Il marchio "Aero" era utilizzato sulle vetture prodotte dalla casa Jawa con motore 745cc di derivazione DKW.

## Risultato ufficiale

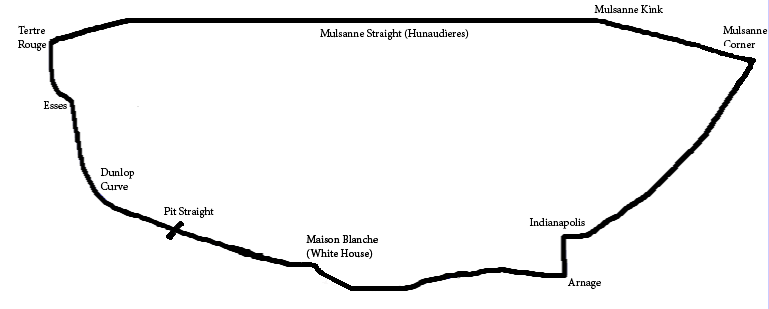
Le Mans in 1949

| Pos | Categoria | N. | Team                    | Piloti                                | Vettura                          | Motore                      | Giri |
| --- | --------- | -- | ----------------------- | ------------------------------------- | -------------------------------- | --------------------------- | ---- |
| 1   | S 2.0     | 22 | Peter Mitchell-Thomson  | Peter Mitchell-Thomson Luigi Chinetti | Ferrari 166MM                    | Ferrari 2.0L V12            | 235  |
| 2   | S 3.0     | 15 | Henri Louveau           | Henri Louveau Juan Jover              | Delage D6S-3L                    | Delage 3.0L i6              | 234  |
| 3   | S 2.0     | 26 | Mrs. P. Trevelyan       | Harold John Aldington Norman Culpan   | Frazer Nash HighSpeed LM Replica | Bristol 2.0L I6             | 224  |
| 4   | S 3.0     | 14 | W.S. Watney             | Louis Gérard Paco Godia               | Delage D6S-3L                    | Delage 3.0L I6              | 212  |
| 5   | S 5.0     | 11 | Pierre Meyrat           | Pierre Meyrat Robert Brunet           | Delahaye 135CS                   | Delahaye 4.0L I6            | 210  |
| 6   | S 5.0     | 6  | H.S.F. Hay              | H.S.F. Hay Tommy Wisdom               | Embiricos Bentley Paulin         | Bentley 4.3L I6             | 210  |
| 7   | S 2.0     | 27 | Arthur Jones            | Arthur Jones Nick Haines              | Aston Martin DB2                 | Aston Martin 2.0L I4        | 207  |
| 8   | S 1.5     | 35 | Ecurie Lapin Blanc      | Eric Thompson Jack Fairman            | HRG 1500 Lightweight             | Singer 1.5L I4              | 202  |
| 9   | S 5.0     | 12 | René Bouchard           | René Bouchard Pierre Larrue           | Delahaye 135MS                   | Delahaye 3.6L I6            | ?    |
| 10  | S 5.0     | 9  | Henry Leblanc           | Henry Leblanc Jean Brault             | Delahaye 135CS                   | Delahaye 3.6L I6            | ?    |
| 11  | S 2.0     | 29 | Robert Lawrie           | Robert Lawrie Richard W. Parker       | Aston Martin 2-Litre Sports      | Aston Martin 2.0L I4        | ?    |
| 12  | S 1.1     | 44 | Monopole-Poissy         | Jean de Montrémy Eugène Dussous       | Monopole Sport                   | Gordini 1.1L I4             | ?    |
| 13  | S 3.0     | 20 | Jack Bartlett           | Jack Bartlett Nigel Mann              | Healey Elliott                   | Riley 2.4L I4               | ?    |
| 14  | S 1.1     | 47 | N.J. Mahé / R. Crovetto | Norbert Jean Mahé Roger Crovetto      | SIMCA Huit                       | Gordini 1.1L I4             | ?    |
| 15  | S 750     | 58 | Let-Aviation            | František Sutnar Otto Krattner        | Aero Minor Sport 750             | Aero 0.7L Flat-2 (2-Stroke) | ?    |
| 16  | S 1.5     | 41 | Auguste Lachaize        | Auguste Lachaize Albert Debille       | DB Tank                          | Citroën 1.5L I4             | ?    |
| 17  | S 1.1     | 52 | André Guillard          | André Guillard Théodore Martin        | SIMCA Huit                       | Gordini 1.1L I4             | ?    |
| 18  | S 750     | 60 | Ecurie Verte            | Emmanuel Baboin Pierre Gay            | SIMCA Six                        | SIMCA 0.6L I4               | ?    |
| 19  | S 750     | 59 | Jacques Poch            | Ivan Hodač Jacques Poch               | Aero Minor Sport 750             | Aero 0.7L Flat-2 (2-Stroke) | ?    |

## Non classificati
| Pos | Class | No | Team                         | Drivers                             | Chassis                       | Engine                     | Laps |
| --- | ----- | -- | ---------------------------- | ----------------------------------- | ----------------------------- | -------------------------- | ---- |
| 20  | S 5.0 | 1  | André Chambas / Ecurie Verte | André Chambas André Morel           | Talbot-Lago Gran Sport Coupe  | Talbot-Lago 4.5L I6        | 222  |
| 21  | S 3.0 | 18 | Auguste Veuillet             | Auguste Veuillet Edmond Mouche      | Delage D6-3L                  | Delage 3.0L I6             | 208  |
| 22  | S 2.0 | 28 | Mrs. R.P. Hichens            | Pierre Marechal Donald Mathieson    | Aston Martin DB2              | Aston Martin 2.0L i4       | 192  |
| 23  | S 5.0 | 4  | Charles Pozzi                | Pierre Flahaut André Simon          | Delahaye 175S                 | Delahaye 4.5L I6           | 179  |
| 24  | S 1.5 | 42 | René Bonnet                  | René Bonnet Charles Deutsch         | DB 5                          | Citroën 1.5L I4            | 175  |
| 25  | S 1.5 | 43 | G.E. Phillips                | George Phillips R.M. Dryden         | MG TC Special Body            | MG 1.3L I4                 | 134  |
| 26  | S 5.0 | 8  | Louis Villeneuve             | Marius Chanal Yves Giraud-Cabantous | Delahaye 135CS                | Delahaye 3.6L I6           | 128  |
| 27  | S 5.0 | 10 | R.R.C. Walker Racing Team    | Tony Rolt Guy Jason-Henry           | Delahaye 135CS                | Delahaye 3.6L I6           | 126  |
| 28  | S 5.0 | 5  | Ets. Delettrez               | Jean Delettrez Jacques Delettrez    | Delettrez Diesel              | Delettrez 4.4L I6 (Diesel) | 123  |
| 29  | S 1.1 | 45 | Monopole-Poissy              | Jean Hémard Raymond Leinard         | Monopole                      | SIMCA 1.1L I4              | 120  |
| 30  | S 1.1 | 48 | Just-Emile Vernet            | Just-Emile Vernet Claude Batault    | SIMCA Huit                    | SIMCA 1.1L I4              | 118  |
| 31  | S 1.1 | 56 | Jacques Savoye               | Jacques Savoye Marcel Renault       | Singer 9                      | Singer 1.0L I4             | 97   |
| 32  | S 5.0 | 2  | Ecurie France                | Paul Vallé Guy Mairesse             | Talbot-Lago Monoplace Decalee | Talbot-Lago 4.5L I6        | 95   |
| 33  | S 1.1 | 54 | Mme Vivianne Elder           | Vivianne Elder René Camerano        | SIMCA Huit                    | SIMCA 1.1L I4              | 95   |
| 34  | S 1.1 | 46 | Robert Redge                 | Félix Lecerf Robert Redge           | SIMCA Dého                    | SIMCA 1.1L I4              | 89   |
| 35  | S 1.1 | 50 | Amédée Gordini               | Pierre Veyron José Scaron           | SIMCA-Gordini T8              | SIMCA 1.1L I4              | 88   |
| 36  | S 1.5 | 34 | Ecurie Lapin Blanche         | Jack Scott-Douglas Neville Gee      | HRG 1500 Lightweight LM       | Singer 1.5L I4             | 83   |
| 37  | S 3.0 | 16 | Marc Versini                 | Marc Versini Gaston Serraud         | Delage D6-3L                  | Delage 3.0L I6             | 58   |
| 38  | S 2.0 | 23 | J.A. Plisson                 | Jean Lucas Pierre-Louis Dreyfus     | Ferrari 166MM                 | Ferrari 2.0L V12           | 53   |
| 39  | S 5.0 | 3  | Charles Pozzi                | Eugene Chaboud Charles Pozzi        | Delahaye 175S                 | Delahaye 4.5L I6           | 52   |
| 40  | S 2.0 | 30 | Peter Monkhouse              | Peter Monkhouse Ernest Stapleton    | Aston Martin Speed Model      | Aston Martin 2.0L I4       | 45   |
| 41  | S 1.1 | 51 | Robert Tocheport             | Robert Tocheport Roget Carron       | SIMCA Huit                    | SIMCA 1.1L I4              | 45   |
| 42  | S 1.5 | 36 | Just-Emile Vernet            | Georges Trouis Roger Eckerlein      | Riley RMA                     | Riley 1.5L I4              | 40   |
| 43  | S 2.0 | 31 | Dudley C. Folland            | Anthony Heal Dudley Folland         | Aston Martin Speed Model      | Aston Martin 2.0L I4       | 26   |
| 44  | S 5.0 | 7  | Ecurie Rosier                | Louis Rosier Jean-Louis Rosier      | Talbot-Lago Spéciale          | Talbot-Lago 4.1L I6        | 21   |
| 45  | S 1.1 | 57 | Camille Hardy                | Camille Hardy Maurice Roger         | Renault 4CV                   | Renault 0.8L I4            | 21   |
| 46  | S 1.5 | 33 | Ecurie Lapin Blanche         | Peter Clark Mortimer Morris-Goodall | HRG 1500 Lightweight LM       | Singer 1.5L I4             | 11   |
| 47  | S 3.0 | 19 | Aston Martin Lagonda Ltd.    | Leslie Johnson Charles Brackenbury  | Aston Martin DB2              | Lagonda 2.6L I6            | 6    |
| 48  | S 2.0 | 32 | Louis Eggen                  | Louis Eggen Egon Kraft de la Saulx  | Alvis TA 14                   | Alvis 1.9L I4              | 6    |
| 49  | S 1.1 | 49 | Amédée Gordini               | Jean Trévoux Marcel Lesurque        | SIMCA-Gordini TMM             | SIMCA 1.1L I4              | 5    |

## Statistiche
- Giro più veloce: il quarto di Charles Pozzi – 5:12.5
- Distanza – 3178.299 km
- Velocità media – 132.420 km/h

## Vincitori
- 15th Rudge-Whitworth Biennial Cup – #22 LRich THonson, (Lord Selsdon)
- Index of Performance – #22 Lord Selsdon